# Коридорасы
Коридорасы, или панцирники (лат. Corydoras) — род лучепёрых рыб семейства панцирных сомов (Callichthyidae).

## Описание
Представители рода — небольшие (3—12 см в длину) рыбы, держащиеся преимущественно у дна и питающиеся придонными организмами. Форма тела — вытянутая, приплюснутая снизу, половой диморфизм выражен слабо, обычно самки несколько полнее самцов, у самцов спинной плавник заострён. Тело покрыто роговыми чешуйками. На челюстях имеют четыре усика — по два на верхней и нижней.
Кроме жаберного, для представителей рода характерно кишечное дыхание.

## Условия содержания
Рекомендуемые условия содержания: температура 20—28 °С, жёсткость 3—15 °dH, кислотность pH 6,5—8. Необходимы заросли растений. Корм ищут на дне. Грунт — мелкозернистый песок.

## Размножение
Самку, готовую к размножению, можно узнать по полному брюху, набитому икрой. На нерест сажают 4—6 самцов и 2—3 самки, которых до этого держат отдельно. Добавление свежей воды стимулирует нерест. Самка откладывает от 50 до 1000 икринок, прикрепляя их к мелколистным растениям. Для икрометания хорошо подходит яванский мох. После откладки следует либо отсадить родителей, либо поместить икру в инкубатор. Инкубационный период длится от 3 до 10 дней. Начальный корм мальков: «живая пыль». Половозрелыми рыбки становятся в возрасте около года.

## Ареал
Представители рода Corydoras распространены по всей Южной Америке в бассейнах рек Амазонка, Парагвай, Ориноко и других.

## Виды
- Corydoras acrensis
- Corydoras acutus
- Corydoras adolfoi
- Золотистый сомик[3][4] (Corydoras aeneus)
- Панцирник Агассица[1] (Corydoras agassizi)
- Corydoras albolineatus
- Corydoras amandajanea
- Corydoras amapaensis
- Corydoras ambiacus
- Corydoras amphibelus
- Corydoras approuaguens
- Радужный панцирник[1] (Corydoras arcuatus)
- Corydoras areio
- Corydoras armatus
- Corydoras atropersonatus
- Corydoras aurofrenatus
- Corydoras axelrodi
- Corydoras baderi
- Corydoras bicolor
- Corydoras bifasciatus
- Corydoras bilineatus
- Corydoras blochi
- Corydoras boehlkei
- Corydoras boesemani
- Corydoras bondi
- Corydoras breei
- Corydoras brevirostris
- Corydoras burgessi
- Corydoras carlae
- Corydoras caudimaculatus
- Corydoras cervinus
- Corydoras cochui
- Corydoras concolor
- Corydoras condiscipulus
- Corydoras copei
- Corydoras coppenamensis
- Corydoras coriatae
- Corydoras crimmeni
- Corydoras cruziensis
- Corydoras crypticus
- Corydoras davidsandsi
- Corydoras delphax
- Corydoras difluviatilis
- Corydoras diphyes
- Corydoras duplicareus
- Corydoras ehrhardti
- Элегантный сомик[5][6] (Corydoras elegans)
- Corydoras ellisae
- Corydoras ephippifer
- Corydoras eques
- Corydoras esperanzae
- Corydoras evelynae
- Corydoras filamentosus
- Corydoras flaveolus
- Corydoras fowleri
- Corydoras garbei
- Corydoras geoffroy
- Corydoras geryi
- Corydoras gomezi
- Corydoras gossei
- Corydoras gracilis
- Corydoras griseus
- Corydoras guapore
- Corydoras guianensis
- Corydoras habrosus
- Corydoras haraldschultzi
- Серповидный панцирник[1] (Corydoras hastatus)
- Corydoras heteromorphus
- Corydoras imitator
- Corydoras incolicana
- Corydoras isbrueckeri
- Леопардовый панцирник[1] (Corydoras julii)
- Corydoras kanei
- Corydoras lacerdai
- Corydoras lamberti
- Corydoras latus
- Corydoras leopardus
- Corydoras leucomelas
- Corydoras longipinnis
- Corydoras loretoensis
- Corydoras loxozonus
- Corydoras maculifer
- Corydoras mamore
- Тёмный панцирник[1] (Corydoras melanistius)
- Corydoras melanotaenia
- Диагональнополосый сомик[6] (Corydoras melini)
- Corydoras metae
- Corydoras micracanthus
- Corydoras multimaculatus
- Corydoras nanus
- Corydoras napoensis
- Corydoras narcissus
- Голубой панцирник[1] (Corydoras nattereri)
- Corydoras negro
- Corydoras nijsseni
- Corydoras noelkempffi
- Corydoras oiapoquensis
- Corydoras ornatus
- Corydoras orphnopterus
- Corydoras ortegai
- Corydoras osteocarus
- Corydoras ourastigma
- Corydoras oxyrhynchus
- Крапчатый сомик[1] (Corydoras paleatus)
- Corydoras panda
- Corydoras pantanalensis
- Corydoras paragua
- Corydoras parallelus
- Corydoras pastazensis
- Corydoras paucerna
- Corydoras pinheiroi
- Corydoras polystictus
- Corydoras potaroensis
- Corydoras pulcher
- Corydoras punctatus
- Corydoras pygmaeus (синоним подвида Corydoras hastatus australe)[7]
- Corydoras rabauti
- Corydoras reticulatus
- Corydoras reynoldsi
- Corydoras robineae
- Corydoras robustus
- Corydoras sanchesi
- Corydoras saramaccensis
- Corydoras sarareensis
- Corydoras schwartzi
- Corydoras semiaquilus
- Corydoras septentrionalis
- Corydoras serratus
- Corydoras seussi
- Corydoras similis
- Corydoras simulatus
- Corydoras sipaliwini
- Corydoras sodalis
- Corydoras solox
- Corydoras spectabilis
- Corydoras spilurus
- Corydoras steindachneri
- Corydoras stenocephalus
- Панцирник Штербы[1] (Corydoras sterbai)
- Corydoras surinamensis
- Corydoras sychri
- Corydoras treitlii
- Corydoras trilineatus
- Corydoras tukano
- Corydoras undulatus
- Corydoras virginiae
- Corydoras vittatus
- Corydoras weitzmani
- Corydoras xinguensis
- Corydoras zygatus